# 德埃尼鄉
44°50′N 28°07′E / 44.833°N 28.117°E
德埃尼鄉（羅馬尼亞語：Comuna Dăeni, Tulcea），是羅馬尼亞的鄉份，位於該國東南部，由圖爾恰縣負責管轄，面積42平方公里，海拔高度24米，2002年人口2,267，人口密度每平方公里54人。